# Makedonska Kamenica
Makedonska Kamenica (makedonsky Македонска Каменица) je město ve Východním regionu v Severní Makedonii, cca 90 km od hlavního města Skopje. Je střediskem stejnojmenné opštiny. V roce 2002 zde žilo 5 147 obyvatel.

## Název
Název města odkazuje na nedalekou řeku, která měla kamenité dno. Ve snaze odlišit město od dalších obdobných na území bývalé Jugoslávie (např. Sremska Kamenica) byl před jeho název staven přídomek Makedonska, podobně jako v případě měst Makedonski Brod a dalších.

## Poloha
Leží na východním úpatí pohoří Osogovská planina, poblíž hranic s Bulharskem. Poblíž města se nachází Kalimanské jezero, vodní nádrž postavená v roce 1969 na řece Bregalnica.

## Historie
První připomínka o místě s tímto názvem pochází z roku 1570 z tureckých záznamů. V nedaleké lokalitě, kde byla těžena ruda během antiky a středověku (kde pracovali saští horníci). Během období existence jugoslávského království zde vláda investovala do výstavby nového dolu a v lokalitě dnešního města vznikla malá dělnická kolonie.

## Doprava
Územím města prochází hlavní silnice A3, která spojuje město Kočani na západě, s městem Delčevo v blízkosti hranice s Bulharskem.